# Drongo balicassiao
El drongo balicassiao (Dicrurus balicassius) és un ocell de la família dels dicrúrids (Dicruridae).

## Hàbitat i distribució
Habita els boscos de les illes Filipines, a Luzon i resta d'illes septentrionals (excepte Mindoro) i les illes Visayas occidentals.